# Norrmjöle GK

Norrmjöle GK är en golfklubb som ligger helt nära havet i Norrmjöle, inte långt från badplatsen Bettnessand och naturreservatet Strömbäck-Kont, och omkring 20 km söder om Umeå i Västerbotten.
Banan är lätt kuperad med många vattenhinder och fyra av hålen har sina greener eller utslagsplatser vid klubbhuset. Greenerna är  undulerade och innehåller inbyggda elslingor som värmer upp marken för att göra säsongen längre.
I anknytning till golfbanan ligger en restaurant och en golfshop.
Berömda medlemmar i golfklubben är Sven Tumba, Ingemar Stenmark och Jesper Blomqvist.